# Fletxa d'or
La Fletxa d'or (en francès: Flèche d'or) va ser una cursa ciclista francesa que es disputava sota la modalitat de contrarellotge per parelles entre les viles de Lignières i Auxerre. La cursa es creà el 1970 i era reservada per a ciclistes amateurs. A partir de 1982 se la conèixer com a Fletxa d'or europea. L'última edició es va córrer al 1990.

## Palmarès
| Any  | Vencedor                                  | Segon                                 | Tercer                                 |
| ---- | ----------------------------------------- | ------------------------------------- | -------------------------------------- |
| 1970 | Yves Hézard · Joël Millard                | François Coquery · Métayer            | Noël Geneste · Simonet                 |
| 1971 | Jean-Pierre Guitard · Claude Aigueparses  | Alain Cigana · Guy Frosio             | André Corbeau · Christian Poissenot    |
| 1972 | Jean-Claude Misac · Christian Poissenot   | Henri-Paul Fin · Patrick Perret       | Noël Geneste · Jean Lamon              |
| 1973 | Alain Cigana · Guy Frosio                 | Patrick Chardon · Jean-Claude Meunier | Rachel Dard · Robert Jankowski         |
| 1974 | David Wells · Jean-Pierre Biderre         | Patrick Chardon · Michel Laurent      | Michel Kuhn · René Ravasi              |
| 1975 | André Gevers · Alfons van Katwijk         | Patrick Mauvilly · Michel Charlier    | Jean-Marie Vasseur · Jean-Michel Avril |
| 1976 | Christian Lefèbvre · Jean-Paul Letourneur | Daniel Gisiger · Hans Känel           | Andrzej Kaczmarek · Jan Backowski      |
| 1977 | Christian Lefèbvre · Jean-Paul Letourneur | Johny De Nul · Dirk Heirweg           | Robert Dill-Bundi · Hans Känel         |
| 1978 | Christian Lefèbvre · Jean-Paul Letourneur | Jean-Pierre Cabare · Gérard Le Dain   | Alain Vidalie · Alain Hivert           |
| 1979 | Maurizio Bidinost · Raniero Gradi         | Michel Charlier · Herbert Palmace     | Christophe Cabot · François Cabot      |
| 1980 | Michael Wilson · Jeffrey Leslie           | Francis Ankidowicz · Stanislaw Czaja  | Michel Charlier · Herbert Palmace      |
| 1981 | Ryszard Szurkowski · Tadeusz Mytnik       | Sean Yates · Piet Hoekstra            | Alex De Bremaecker · Daniel Rossel     |
| 1982 | Alain Renaud · Denis Roux                 | Marc Somers · Luc Branckaerts         | Zbigniew Krasniak · Régis Simon        |
| 1983 | Jean-François Bernard · Philippe Magnien  | Frank Marcelis · Rolf Overakker       | Ḗric Dubois · Philippe Glowacz         |
| 1984 | Patrice Esnault · Bruno Huger             | Patrick Janin · R. Michaud            | Joël Pelier · Nicolas                  |
| 1985 | Jean-Marc Manfrin · Jonas Tägstrôm        | Peter Roes · Ludwig Willems           | Philippe Magnien · Pascal Maniey       |
| 1986 | Mariusz Bartkowiak · Pavel Bartkowiak     | Peter Roes · Peter Schroen            | Jach Arvid Olsen · Peter Gylling       |
| 1987 | José Marquès · Laurent Masson             | Dominique Celle · Patrick Vallet      | Andre Pozak · Ryszard Szoztak          |
| 1988 | Pascal Lance · Jean-Michel Lance          | Jean-Louis Harel · Hartmann           | Danny Peeters · Kurt Van Nuffel        |
| 1989 | Marko Jeletich · Jörg Müller              | Jaap ten Kortenaar · Twan Poels       | Pascal Chavant · David Spears          |
| 1990 | Slawomir Krawczyck · Bertrand Ziegler     | André Bayenet · Olivier Dulon         | Andrzej Polkosnik · Dariusz Zakrzewski |